# Cloruro de cadmio
El cloruro de cadmio es un compuesto cristalino blanco del cadmio y cloro, con la fórmula CdCl2. Es un sólido higroscópico altamente soluble en agua y ligeramente soluble en alcohol. Aunque es considerado iónico, tiene un estimable carácter covalente hasta su enlace. La estructura cristalina del cloruro de cadmio, compuesto de capas bidimensionales de iones, es un referente para la descripción de otras estructuras cristalinas. También son conocidas las moléculas CdCl2·H2O y CdCl2·5H2O.

## Estructura
El cloruro de cadmio forma cristales con simetría romboédrica. De yoduro de cadmio, CdI2, tiene una estructura cristalina muy similar al CdCl2. Las fases individuales en las dos estructuras son idénticas, pero en el CdCl2 los iones cloruro están dispuestos en un entramado de CCP, mientras que en el CdI2 los iones yoduro están dispuestos en un enrejado de HCP.

## Propiedades químicas
El cloruro de cadmio se disuelve bien en agua y otros disolventes polares. En el agua, su alta solubilidad es debida en parte a la formación de iones complejos, tales como el [CdCl4]2−. Debido a este comportamiento, el CdCl2 es un ácido de Lewis suave).
CdCl2 + 2 Cl− → [CdCl4]2−
Con cationes grandes, es posible aislar el ion trigonal bipiramidal [CdCl5]3−.

## Preparación
El cloruro de cadmio anhídrido puede ser preparado por la acción del gas anhídrido cloroso o cloruro de hidrógeno en el metal climatizado de cadmio.
Cd + 2 HCl → CdCl2 + H2
El ácido clorhídrico puede usarse para hacer CdCl2 hidratado a partir del metal, o del óxido de cadmio o carbonato de cadmio.

## Usos
El cloruro de cadmio se destina para la preparación de sulfuro de cadmio, que se utiliza como “amarillo de cadmio”, un pigmento inorgánico estable de color amarillo brillante.
CdCl2 + H2S → CdS + 2 HCl
En el laboratorio, el CdCl2 anhídrido puede ser utilizado para la preparación de compuestos de organocadmios del tipo R2Cd, donde «R» es un arilo o un grupo alquilo primario. Estos fueron utilizados una vez en la síntesis de cetonas a partir de cloruro de acilo:
CdCl2 + 2 RMgX → R2Cd + MgCl2 + MgX2
R2Cd + R'COCl → R'COR + CdCl2
En gran parte, tales reactivos han sido suplantados por compuestos de organocobre, que son mucho menos tóxicos.
El cloruro de cadmio también se utiliza para fotocopias, teñido y galvanoplastia.

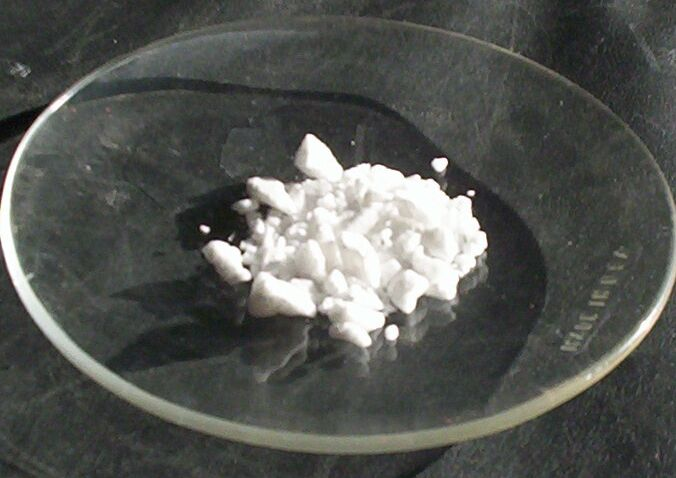
Cloruro de cadmio hemipentahidrato.